# Labrit
Labrit é uma comuna francesa na região administrativa da Nova Aquitânia, no departamento Landes. Estende-se por uma área de 74 km². Em 2010 a comuna tinha 869 habitantes (densidade: 11,7 hab./km²).